# Док светло гори и друге приче
Док светло гори и друге приче (енгл. While the Light Lasts and Other Stories) је збирка кратких прича коју је написала Агата Кристи.
Књига је први пут објављена у Уједињеном Краљевство од стране издавача ХарперКолинс 1997, проширено реиздање објавељено је 1998. Књига садржи девет кратких прича које су раније објављене.

## Списак прича
Збирка се састоји од девет прича.

### Кућа снова
Џон Сигроу, млади градски службеник, пробудио се рано једног јутра у својој лондонској постељи очајнички држећи се сна који је управо променио његов живот. Следећег дана на вечери у кући свог шефа упознаје загонетну Алегру Кер. Заљубивши се у њу на први поглед, Џон одмах схвата да је ово огромна радост коју је његов сан наговестио, али да ли су мрачније силе на делу?

### Глумица
Џејк Левит не може да верује у своју срећу када је једне вечери у позоришту препознао главну глумицу као Ненси Тејлор, девојку о којој много зна. Али да ли је она заиста онаква каква изгледа?

### На рубу
Клер Халивел има надоумицу. Човек кога воли Џералд ожењен је Вивијан. Међутим, Клер сазнаје да га Вивијанвара са другим. Шта да ради?

### Божићна пустоловина
Дворац на промаји је далеко од Поароове замисли о најбољем месту за провођење Божића, али занимљив случај који укључује пљачку драгуља доводи га у искушење да оде из свог удобног стана у Лондону у дивље енглеско село.

### Усамљени бог
Прича о упознавању двоје младих које је спојила иста страст.

### Манкско злато
Главни протагонисти у причи проналазе своје благо користећи трагове, али њихов поступак резоновања није објашњен.

### Унутар зида
Ова рана Кристина прича говори о уметнику, његовој жени која воли новац и још једној жени на чију се уметничку процену ослања.

### Загонетка багдадске шкриње
Зачарана госпођа Клејтон апелује на Поароа да помогне у ослобађању њеног љубавника мајора Рича оптуженог за убиство њеног мужа. Тело господина Клејтона је пронађено у шкрињи, али ко га је тамо ставио?

### Док светло гори
По страшној врућини афричког сунца Џорџ Крозије путује са својом новом супругом Дидри. Нису дуго били у браку и Џорџ је свестан да су мисли његове жене са њеним првим мужем који је погинуо у овом делу Африке током рата. У овој застрашујуће лепој причи, Дидри је приморана да се суочи са стварношћу својих околности: „Док светло гори памтићу, а у тами нећу заборавити“.

## Екранизација
- Прича Божићна пустоловина је касније проширена у причу Пустоловина Божићног пудинга, која је екранизована под америчким називом Крађа краљевског рубина као део серије Поаро.
- Прича Загонетка багдадске шкриње верно је екранизована за серију Поаро, али је за назив епизоде коришћен наслов проширене варијанте приче Загонетка шпанске шкриње.